# برنارد أركاند
برنارد أركاند هو عالم إنسان وكاتب كندي، ولد في 18 أبريل 1945 في Capitale-Nationale ‏ في كندا، وتوفي في 30 يناير 2009 في كيبك في كندا بسبب سرطان الرئة.

## وصلات خارجية
- برنارد أركاند على موقع IMDb (الإنجليزية)
- برنارد أركاند على موقع قاعدة بيانات الفيلم (الإنجليزية)